# Dobrinje, Bijelo Polje
Dobrinje este un sat din comuna Bijelo Polje, Muntenegru. Conform datelor de la recensământul din 2003, localitatea are 248 de locuitori (la recensământul din 1991 erau 325 de locuitori).

## Demografie
În satul Dobrinje locuiesc 210 persoane adulte, iar vârsta medie a populației este de 43,1 de ani (39,1 la bărbați și 48,1 la femei). În localitate sunt 82 de gospodării, iar numărul mediu de membri în gospodărie este de 3,02.
Populația localității este foarte eterogenă.
|  |

| Demografie | Demografie | Demografie |
| An         | Locuitori  | Locuitori  |
| ---------- | ---------- | ---------- |
|            |            |            |
|            |            |            |
|            |            |            |
|            |            |            |
| 1948       | 400        |            |
| 1953       | 435        |            |
| 1961       | 480        |            |
| 1971       | 564        |            |
| 1981       | 507        |            |
| 1991       | 325        | 325        |
| 2003       | 302        | 248        |

| \| Componența etnică conform recensământului din 2003[2] \| Componența etnică conform recensământului din 2003[2] \| Componența etnică conform recensământului din 2003[2] \| Componența etnică conform recensământului din 2003[2] \| Componența etnică conform recensământului din 2003[2] \| \| ----------------------------------------------------- \| ----------------------------------------------------- \| ----------------------------------------------------- \| ----------------------------------------------------- \| ----------------------------------------------------- \| \| \| \| \| \| \| \| Sârbi \| Sârbi \| \| 139 \| 56,04% \| \| Musulmani \| Musulmani \| \| 45 \| 18,14% \| \| Muntenegreni \| Muntenegreni \| \| 33 \| 13,3% \| \| Bosniaci \| Bosniaci \| \| 26 \| 10,48% \| \| necunoscută \| necunoscută \| \| 1 \| 0,4% \| |              |  |     |        |
| Componența etnică conform recensământului din 2003 |              |  |     |        |
| |              |  |     |        |
| Sârbi | Sârbi        |  | 139 | 56,04% |
| Musulmani | Musulmani    |  | 45  | 18,14% |
| Muntenegreni | Muntenegreni |  | 33  | 13,3%  |
| Bosniaci | Bosniaci     |  | 26  | 10,48% |
| necunoscută | necunoscută  |  | 1   | 0,4%   |